# Psalm 6

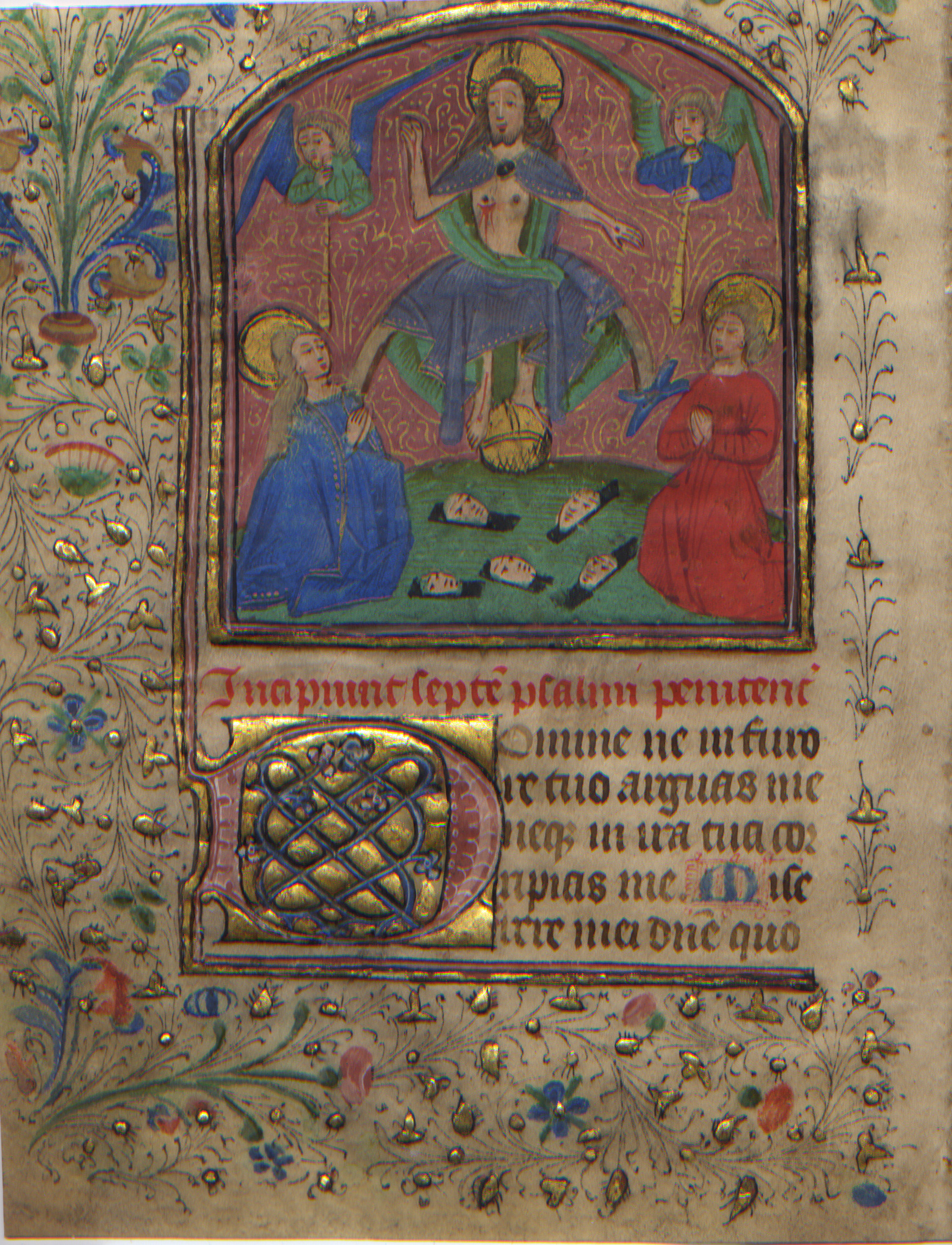
Eine französische Miniatur des Psalms aus dem 15. Jahrhundert

Der 6. Psalm ist ein Psalm Davids und steht traditionell in der Reihe der sieben Bußpsalmen. Heute wird der Psalm in die Reihe der Klagelieder eingeordnet.

## Gattung
Seit Augustinus’ Enarrationes in Psalmos wurde der Psalm über lange Zeit, zuletzt noch von Eduard König bis zum Aufkommen der formgeschichtlichen Methode Anfang des 20. Jahrhunderts zu den Bußpsalmen gezählt.
Seitdem wird der Psalm aber nach Hermann Gunkel eher in die Reihe der Individualklagelieder eingeordnet und zuweilen in dieser Einordnung als „Krankenpsalm“ präzisiert.

## Gliederung
In der Forschung gibt es sehr viele unterschiedliche Ansätze zur Gliederung des Psalmens. Der Alttestamentler Antonius Kuckhoff hat all diese Ansätze zusammengetragen. Diese sind:
| 2               | 3               | 4                     | 5               | 6               | 7                         | 8                         | 9                    | 10                   | 11                    | Begründung                           | Urheber                                             |
| --------------- | --------------- | --------------------- | --------------- | --------------- | ------------------------- | ------------------------- | -------------------- | -------------------- | --------------------- | ------------------------------------ | --------------------------------------------------- |
| Bitte und Klage | Bitte und Klage | Bitte und Klage       | Bitte und Klage | Bitte und Klage | Bitte und Klage           | Bitte und Klage           | Jubel über Erhörung  | Jubel über Erhörung  | Jubel über Erhörung   | Stimmungsumschwung von Vers 8 nach 9 | Nicolaas Herman Ridderbos                           |
| Teil I          | Teil I          | Teil I                | Teil I          | Teil II         | Teil II                   | Teil II                   | Teil II              | Teil II              | Teil II               | Stichwortverbindung in Vers 6 und 11 | Marc Girard                                         |
| Teil I          | Teil I          | Teil I                | Teil I          | Teil I          | Teil II                   | Teil II                   | Teil II              | Teil II              | Teil II               |                                      | Pierre Auffret                                      |
| Teil I          | Teil I          | Teil I                | Teil I          | Teil I          | Teil II                   | Teil II                   | Teil II              | Teil II              | Teil II               |                                      | A.A. Da Silva                                       |
| Strophe A       | Strophe A       | Strophe A             | Strophe B       | Strophe B       | Strophe C                 | Strophe C                 | Strophe D            | Strophe D            | Strophe E             |                                      | A.A. Da Silva                                       |
| Strophe 1       | Strophe 1       | Strophe 1             | Strophe 2       | Strophe 2       | Strophe 2                 | Strophe 2                 | Strophe 3            | Strophe 3            | Strophe 3             | stilistisch                          | Erich Zenger und andere                             |
| Strophe 1       | Strophe 1       | Strophe 1             | Strophe 1       | Strophe 1       | Strophe 2                 | Strophe 2                 | Strophe 3            | Strophe 3            | Strophe 3             | stilistisch                          | Aletti, Jacques Trublet, Claus Westerman und andere |
| Strophe 1       | Strophe 1       | Strophe 1             | Strophe 2       | Strophe 2       | Strophe 3                 | Strophe 3                 | Strophe 4            | Strophe 4            | Strophe 4             | stilistisch                          | Eduard König, Terrien und andere                    |
| Strophe 1       | Strophe 1       | kommentierende Glosse | Strophe 2       | Strophe 2       | Strophe 3                 | Strophe 3                 | Strophe 4            | Strophe 4            | kommentierende Glosse | stilistisch                          | Oswald Loretz                                       |
| Anrufung JHWHs  | Bitten          | Bitten                | Bitten          | Bitten          | Schilderung der Situation | Schilderung der Situation | Erhörungs- bezeugung | Erhörungs- bezeugung | Erhörungs- bezeugung  |                                      | Hans-Joachim Kraus                                  |

Der erste Vers ist nur Einleitungsvers und wird daher nicht in die Gliederung miteinbezogen.

### Überschrift (Vers 1)
Die Psalmüberschrift kann verschieden gedeutet werden:
- Als Hinweis für den Chorleiter
- für die musikalische Aufführung (Saitenspiel)
- eschatologisch in Hinblick auf die Endzeit (das legt die möglicherweise falsche Übersetzung der Septuaginta nahe)

Besonders der Scholastik wurde gerne hervorgehoben, dass die Zahl Acht in der Bibel häufig vorkomme. Zum Beispiel die Beschneidung nach acht Tagen oder acht Überlebende der Sintflut.

## Auslegungsgeschichte
Für Martin Luther ist der 6. Psalm sehr wichtig. Anhand dessen stellt er verschiedene zentrale Punkte seiner Theologie fest:
- Die Feindschaft der Feinde solle nicht von den Feinden angenommen werden, sondern von Gott. Wer die Menschen ansehe, werde ungeduldig
- Der Betende solle sich vor dem Zorn Gottes fürchten und bitten, dass er gestraft werden möge als ein Kind Gottes
- Nur wer sich für verloren halte, könne die Hilfe Gottes empfangen.

## Rezeption
In der Benediktsregel heißt es: „Zur Prim am Montag singt man drei Psalmen, nämlich Psalm 1, Psalm 2 und Psalm 6.“ Heinrich Schütz vertonte diesen Psalm in seinen Psalmen Davids unter dem Ach, Herr, straf mich nicht SWV 24. Der Psalm bildete die Grundlage für Johann Georg Albinis Choral Straf mich nicht in deinem Zorn (1686, Auszug; EKG 176). Der französische Komponist Henry Desmarest verarbeitete den Psalm mit den Domine ne in furore in seinem Werk Grands Motets Lorrains.